# Sansevieria conspicua
Espèce
Classification APG III (2009)
Sansevieria conspicua, également appelée Dracaena conspicua, est une espèce de plantes de la famille des Liliaceae et du genre Sansevieria.

## Description
Plante succulente, Sansevieria conspicua est une espèce de sansevières à feuilles de taille moyenne (longueur de 22 à 75 cm ; largeur de 5 à 8 cm), lancéolées, lisses et de couleur verte striées de zones plus claires avec des bords bruns à rougeâtres.
Elle a été identifiée comme espèce à part entière en 1913 par le botaniste britannique Nicholas Edward Brown.

## Distribution et habitat
L'espèce est originaire d'Afrique orientale, présente au Kenya et en Tanzanie à des altitudes comprises entre 0 et 2 000 m,.

## Synonymes et cultivars
L'espèce présente des synonymes :
- Acyntha conspicua (N.E. Brown, 1913 ; ex Chiovenda 1916)
- Dracaena conspicua (Byng & Christenh, 2018)